# ماریان مور
ماریان مور (به انگلیسی: Marianne Moore) متولد ۱۸۸۷ و متوفی ۱۹۷۲، از زنان شاعر آمریکایی قرن بیستم میلادی است.
وی متولد میزوری بوده و برنده جایزه پولیتزر سال ۱۹۵۱ است.